# André Vetters
André Vetters (* 1960) ist ein deutscher Theaterschauspieler.

## Leben und Wirken
Vetters spielte in den 1980er-Jahren in klassischen Stücken in der Kongreßhalle Leipzig, unter anderem in Schillers Die Räuber. Im Jahr 1997 spielte Vetters in dem Stück der Hexenschuss in der Komödie Frankfurt den Fernseh-Moderator Peter Raven. In den letzten Jahren spielte er auch am Theater der Altmark (z. B. die Titelrolle in Macbeth von Heiner Müller) sowie in Büchners Dantons Tod mit dem Ensemble des Theaters für Niedersachsen, in Dürrenmatts Physikern mit dem Tournee-Theater Thespiskarren und als Gast zum Beispiel am Schauspielhaus Neubrandenburg. Außerdem war er festes Ensemblemitglied des Frankfurter Theaters Die Komödie.
Ab 1988 war Vetters mit der Schauspielerin Simone Thomalla liiert und heiratete sie im Jahr 1991. Aus der Ehe, die 1995 geschieden wurde, ging 1989 die gemeinsame Tochter Sophia Thomalla hervor. Vetters lebt in Berlin.

## Hörspiele (Auswahl)
- 1991: Georges Perec: Der Teufel in der Bibliothek – Regie: Ulrich Gerhardt (Original-Hörspiel – SR)